# Métamorphoses (Miró)
Pour les articles homonymes, voir Métamorphose.
Métamorphoses est une série de dessins-collages, réalisée par Joan Miró entre 1935 et 1936. Il s'agit d'une série d'œuvres réalisées par Miró avant la série  des Peintures sur masonite .

## Contexte
Comme pour la série faite sur masonite, l'artiste exprime dans ces œuvres sa préoccupation sur la situation politique du moment[réf. nécessaire], et les deux années noires de la Deuxième République espagnole (1933-1936)[réf. nécessaire].
La volonté du peintre de se tenir à distance de la figuration le conduit, à la fin de l'année 1935, à peindre des Signes et figurations qu'il a lui-même appelé : Graffitis sur papier goudron. La série des Métamorphoses est un intermède ludique avant le déchainement de violence des vingt sept peintures sur masonite qui traduisent le déchainement de violence de la guerre civile en Espagne. « Devant l'épreuve, Miró ne peindra pas des témoignages, mais des exorcismes violents, directs, instinctifs, des masonites de l'été 1936. »

## Description
Les Métamorphoses  réalisées en 1936, font suite aux Graffitis dont elles précisent le style, et elles précèdent les preintures sur masonite. Pour ces dessins le peintre utilise des techniques  très variées, continuant à expérimenter  : les collages sur papier calque, les techniques du décalquage, et du décalcomanie

## Série
| Registre (Dupin) | Dessin        | Année                  | Format                                                                                    | Taille             | Musée                                           | Ville    | Ref.   |
| ---------------- | ------------- | ---------------------- | ----------------------------------------------------------------------------------------- | ------------------ | ----------------------------------------------- | -------- | ------ |
| 593              | Métamorphoses | 1936                   | Crayon et collage sur papier calque, calque sur papier                                    | 46 x 62            | Collection privée.                              | ND       | [ 4 ]  |
| 594              | Métamorphoses | 23 mars - 4 avril 1936 | Crayon et collage sur papier calque, calque sur papier                                    | 64 x 48            | Fondation Mona Bismarck Paris                   | [ 4 ]    |        |
| 595              | Métamorphoses | 1936                   | Crayon et collage sur papier calque,                                                      | 64 x 43.5          | Museum of Modern Art                            | New York | ,      |
| 596              | Métamorphoses | 1936                   | Crayon et collage sur papier calque,                                                      | 62 x 46            | Collection privée.                              | ND       | [ 5 ]  |
| 597              | Métamorphoses | 23 mars - 4 avril 1936 | Crayon, encre de Chine et collage sur papier                                              | 62 x 46            | Collection privée.                              | ND       | [ 7 ]  |
| 598              | Métamorphoses | 1936                   | Crayon, encre de Chine et collage sur papier                                              | 62 x 46            | Collection privée.                              | ND       | [ 7 ]  |
| 599              | Métamorphoses | 23 mars - 4 avril 1936 | Crayon, encre de Chine et collage sur papier                                              | 62 x 46            | Collection privée.                              | ND       | [ 8 ]  |
| 600              | Métamorphoses | 1936                   | Crayon, encre de Chine et collage sur papier                                              | 62 x 46            | Collection privée.                              | ND       | [ 8 ]  |
| 601              | Métamorphoses | 23 mars - 4 avril 1936 | Crayon, encre de Chine, papier calque, collages et aquarelle sur papier                   | 64 x 48            | Collection privée.                              | ND       | [ 9 ]  |
| 602              | Métamorphoses | 23 mars - 4 avril 1936 | Gouache, encre de Chine, sur papier calque,                                               | 62 x 46            | R. and H.Batliner Foundation                    |          | [ 9 ]  |
| 603              | Métamorphoses | 23 mars - 4 avril 1936 | Gouache, encre de Chine, sur papier calque, calque sur papier                             | 46 x 62            | Collection privée.                              | ND       | [ 9 ]  |
| 604              | Métamorphoses | 23 mars - 4 avril 1936 | Gouache, encre de Chine, sur papier calque, calque sur papier                             | 48 x 64            | The Pierre and Maria-Gaetana Matisse Foundation | New York | [ 10 ] |
| 605              | Métamorphoses | 23 mars - 4 avril 1936 | Crayon, encre de Chine, papier calque, collages et aquarelle sur papier                   | 46 x 62            | Richard and Mary L.Gray Collection.             | Chicago  | [ 11 ] |
| 606              | Métamorphoses | 23 mars - 4 avril 1936 | Crayon, encre de Chine, papier calque, collages et aquarelle sur papier                   | 46 x 62            | Collection privée.                              | ND       | [ 12 ] |
| 607              | Métamorphoses | 23 mars - 4 avril 1936 | Crayon, encre de Chine, papier calque, collages et aquarelle sur papier                   | 62 x 46            | Collection privée.                              | ND       | [ 12 ] |
| 608              | Métamorphoses | 23 mars - 4 avril 1936 | 62 x 46                                                                                   | Collection privée. | ND                                              | [ 13 ]   |        |
| 609              | Métamorphoses | 23 mars - 4 avril 1936 | Crayon et collage sur papier calque, calque sur papier                                    | 62 x 46            | Collection privée.                              | ND       | [ 13 ] |
| 610              | Métamorphoses | 23 mars - 4 avril 1936 | Crayon, encre de Chine, de térébenthine et aquarelle sur papier calque                    | 46 x 62            | Collection privée.                              | ND       | [ 14 ] |
| 611              | Métamorphoses | 23 mars - 4 avril 1936 | Crayon, encre de Chine, de térébenthine et aquarelle sur papier calque, calque sur papier | 64 x 48            | The Pierre and Maria-Gaetana Matisse Foundation | New York | [ 13 ] |
| 612              | Métamorphoses | 23 mars - 4 avril 1936 | Crayon, encre de Chine, de térébenthine et aquarelle sur papier autocollant               | 47 x 59            | Collection privée.                              | ND       | [ 15 ] |
| 613              | Métamorphoses | 23 mars - 4 avril 1936 | Plume, encre, aquarelle, les transferts, et collage papier calque, calque sur papier      | 48 x 64            | Collection privée.                              | ND       | [ 15 ] |
| 614              | Métamorphoses | 23 mars - 4 avril 1936 | Plume, encre, aquarelle, les transferts, et collage surpapier calque, calque sur papier   | 46 x 62            | Collection privée.                              | ND       | [ 15 ] |
| 615              | Métamorphoses | 23 mars - 4 avril 1936 | Plume, encre, aquarelle, les transferts, et collage papier calque, calque sur papier      | 48 x 64            | The Pierre and Maria-Gaetana Matisse Foundation | New York | [ 15 ] |